# Андрухович Маркіян
Андрухович Маркіян, пластове псевдо «Панціо» (нар.12 квітня 1901 — пом.1944, м. Кам'янка-Бузька Львівської обл.). Член пластового куреня Уладу Старших Пластунів (УСП) «Чорноморці». Окружний комендант української міліції в Камінці Струмиловій.
Загинув, розірваний більшовицькою бомбою.